# ATP China Challenger International
El torneo ATP China Challenger International es un torneo profesional de tenis disputado en pistas duras. Pertenece al ATP Challenger Series. Se juega desde el año 2011. La primera edición se disputó en la ciudad china de Wuhai, mientras que en 2012 se hizo en Wuhan.

## Palmarés

### Individuales
| Sede  | Año  | Campeón      | Finalista       | Resultado     |
| ----- | ---- | ------------ | --------------- | ------------- |
| Wuhan | 2012 | Aljaž Bedene | Josselin Ouanna | 6–3, 4–6, 6–3 |
| Wuhai | 2011 | Go Soeda     | Raven Klaasen   | 7–5, 6–4      |

### Dobles
| Sede  | Año  | Campeón                               | Finalista                | Resultado        |
| ----- | ---- | ------------------------------------- | ------------------------ | ---------------- |
| Wuhan | 2012 | Sanchai Ratiwatana Sonchat Ratiwatana | Adam Feeney Samuel Groth | 6–4, 2–6, [10–8] |
| Wuhai | 2011 | Lee Hsin-han Yang Tsung-hua           | Feng He Zhang Ze         | 6–2, 7–64        |